# 无叶风扇

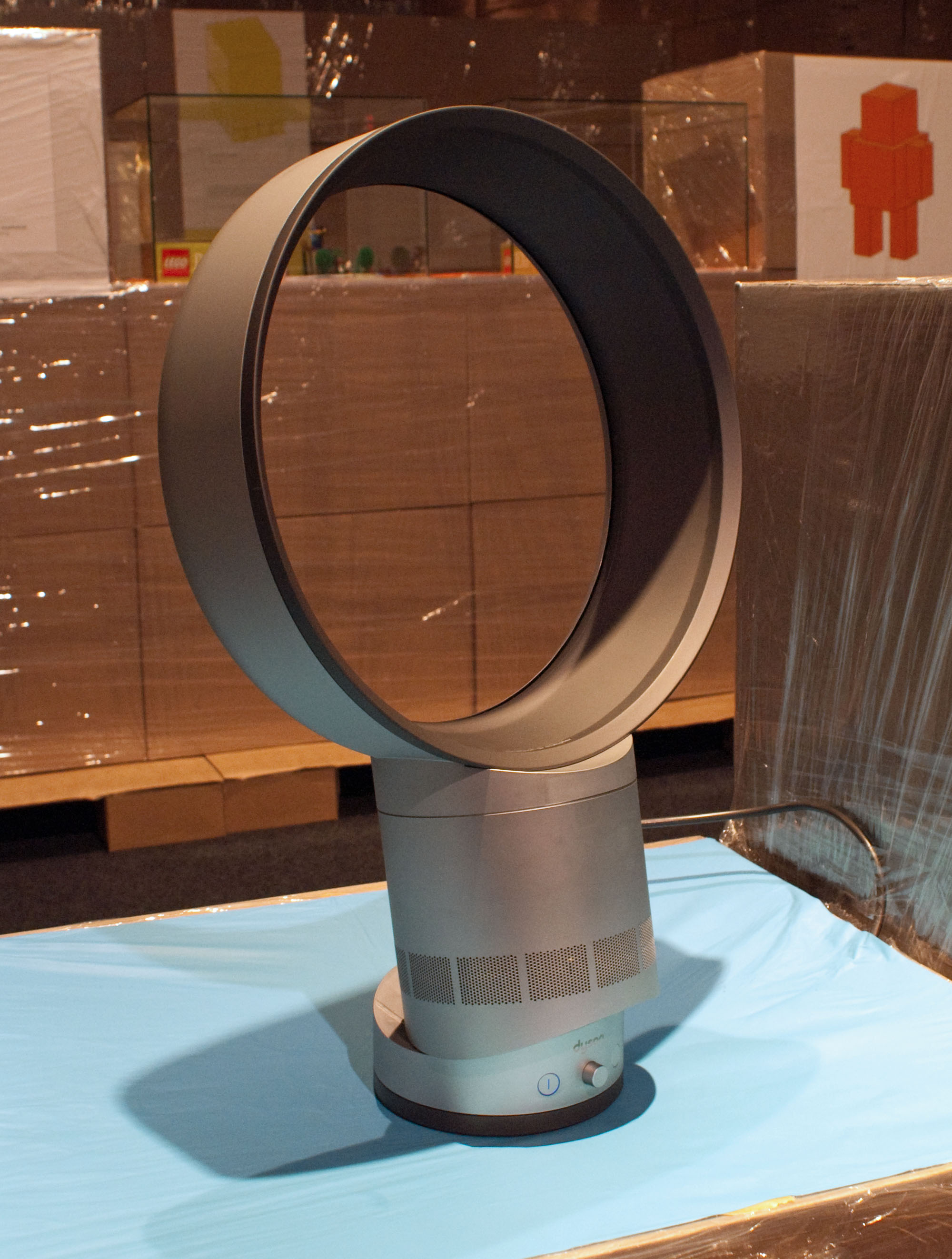
无叶风扇

无叶风扇（英語：bladeless fan），又稱無扇葉風扇，是電風扇的一種，但並非真正無扇葉，實際上只是扇葉隱藏在底座裡面。最早于1981年由日本东芝取得設計專利，但沒有投產。幾近相同設計的無葉風扇於2009年，由英国詹姆斯·戴森（James Dyson）制造及投入市場，詹姆斯·戴森曾申請該設計的專利權但被拒，理由是相比日本東芝的設計，詹姆斯·戴森的設計並不可視為創新或視為新設計。

## 運作原理
無葉風扇的底座設有一離心式壓縮機，以葉片旋轉在底座四周吸入空氣、增壓，推送至風扇頂部的中空的的管狀環，管狀環上一端有窄縫，空氣自此窄縫噴出，噴出的方向使被噴出的空氣沿管狀環的內壁前進，由於內壁的橫切面成翼型，基於寬德效應、白努利定律使得在空氣噴出環的一邊的內壁表面成形成低壓，如此，形成環中心前方較後方低壓，後方的空氣因而被拉進往前，環內的大量空氣因此被牽引噴出。詹姆斯·戴森的原設計中，底座中使用無刷電動機推動壓縮機每秒吸入27L的空氣，而環狀出氣裝置卻有每秒405L的空氣噴出。詹姆斯·戴森命名他的风扇为「空气倍增器」（Air Multiplier）。